# Soronda - Revista de Estudos Guineenses
Die Soronda – Revista de Estudos Guineenses ist eine wissenschaftliche Zeitschrift, die vom INEP Bissau herausgegeben wird.
Die Soronda erscheint seit 1985 in unregelmäßigen Abständen. Den Schwerpunkt bilden dabei politik- und sozialwissenschaftlich orientierte Artikel. Es erscheinen aber auch Sonderausgaben zu Themen anderer Disziplinen. Die Soranda ist die einzige wissenschaftliche Zeitschrift, die in Guinea-Bissau erscheint. Zahlreiche auch international bekannte Historiker, Ethnologen und Soziologen haben in der Vergangenheit Artikel in der Soranda veröffentlicht.